# Associació Esportiva Palma Futsal
La Associació Esportiva Mallorca Palma Futsal è una società spagnola di calcio a 5 con sede a Palma di Maiorca.

## Storia

### A Manacor
Fondato il 14 luglio 1998 a Manacor da Miquel Jaume, il club conquista immediatamente promozione in Primera Nacional A e Coppa di categoria.
Anche la stagione seguente si rivela vincente, portando il Manacor, a soli due anni dalla nascita, nella seconda divisione del campionato spagnolo.
Nonostante un ottimo terzo posto all'esordio, le annate seguenti vedono una costante lotta per la salvezza.
Nell'estate 2005 viene assunto Pato alla guida tecnica della squadra. Il contemporaneo aumento di budget e l'avvio alla professionalizzazione portano i verdi a disputare stagioni di vertice, centrando tre anni dopo la promozione in División de Honor.
La prima esperienza in massima divisione, tuttavia, si chiude con una retrocessione come ultima classificata.
Il ritorno in cadetteria dura una sola stagione: nella primavera 2010 il Manacor è nuovamente promosso in Primera División, dove milita tutt'oggi.
Il "secondo esordio" nella massima categoria del futsal iberico ha tutt'altro esito: la quinta posizione in regular season permette infatti al club di disputare i play-off scudetto per la prima volta nella propria storia.
Nel 2012 lasciano l'isola sia Paulinho (giocatore simbolo delle ultime otto stagioni, trasferitosi a Murcia) sia mister Pato. Come sostituto di quest'ultimo si opta per Tomás de Dios, che nel biennio a venire porta i verdi ad altrettante tranquille salvezze.

### A Palma di Maiorca
Nel 2014 la società trasloca a Palma di Maiorca, adeguando la denominazione in A.E. Mallorca Palma Futsal. Il quartier generale del settore giovanile rimane invece a Manacor.
Alla prima stagione maiorchina il Palma accede per la prima volta alle semifinali play-off, mentre l'annata successiva, oltre al medesimo percorso in campionato, vede la disputa della finale di Coppa del Re, persa per mano de ElPozo Murcia.
Nell'estate 2017, ritiratosi dopo un lustro giocato in maglia verde, Antonio Vadillo viene nominato allenatore della prima squadra. 
Il triennio seguente porta il Palma a confermarsi stabilmente tra i cinque maggiori club iberici, nonché rendersi protagonista di diverse operazioni di mercato internazionali (su tutte, Raúl Campos, Rafa López, Rosa e Lolo). Nei turni ad eliminazione e nelle coppe, tuttavia, i verdi si fermano al massimo in semifinale.
La prima annata del nuovo decennio, aperta da un ulteriore salto di qualità del club (rinforzato, tra gli altri, dai colpi Marlon e Vilela e Higor) vede un testa a testa in regular season con ElPozo Murcia, risolto a favore di questi ultimi solo dagli scontri diretti. Ai play-off risulta ancora fatale il turno di semifinale, contro i futuri campioni del Barcellona.
Il 10 marzo 2021 scompare il presidente e fondatore Miquel Jaume, e la leadership societaria viene assunta dallo storico vice Tomeu Quetglas.
Nel 2021-22 il club disputa le sue prime finali scudetto (che assicura l'esordio internazionale per l'anno successivo) e di supercoppa, sconfitto entrambe le volte dal Barcellona. La stagione seguente, inaugurata dagli arrivi di Muller, Rivillos e Tayebi, seppur ancora priva di vittorie nazionali, si rivela trionfale al debutto in Futsal Champions League. Conquistando ai penalties la final four organizzata alla Palma Arena, i maiorchini diventano il secondo club europeo (dopo l'Hockey Barcelos nel 1991) ad alzare la Coppa Continentale come primo trofeo della propria storia.

## Cronistoria
| Cronistoria dell'A.E. Mallorca Palma Futsal |
| --- |
| - 1998 · Fondazione dell'A.E. Manacor Futsal, con sede a Manacor. - 1998-99 · 1ª nel girone ? di Primera Nacional B. Promossa in Primera Nacional A. Vince la Coppa di categoria (1º titolo). - 1999-00 · 1ª nel girone ? di Primera Nacional A. Promossa in División de Plata. - 2000-01 · 3ª nel girone B di División de Plata. - 2001-02 · 12ª nel girone B di División de Plata. - 2002-03 · 13ª nel girone B di División de Plata. - 2003-04 · 11ª nel girone B di División de Plata. - 2004-05 · 12ª nel girone B di División de Plata. - 2005-06 · 6ª nel girone B di División de Plata. - 2006-07 · 2ª nel girone B di División de Plata. Semifinalista play-off promozione. - 2007-08 · 1ª nel girone Nord di División de Plata. Promossa in División de Honor. - 2008-09 · 15ª in División de Honor. Retrocessa in División de Plata. - 2009-10 · 1ª nel girone Sud di División de Plata. Promossa in División de Honor. - 2010-11 · 5ª in División de Honor. Quarti di finale play-off scudetto. Quarti di finale di Coppa di Spagna. 3º turno di Coppa del Re. - 2011-12 · 10ª in Primera División. Quarti di finale di Coppa del Re. - 2012-13 · 11ª in Primera División. 2º turno di Coppa del Re. - 2013-14 · 11ª in Primera División. Quarti di finale di Coppa del Re. - 2014 · Spostamento della sede a Palma di Maiorca, assume la denominazione A.E. Mallorca Palma Futsal. - 2014-15 · 5ª in Primera División. Semifinalista play-off scudetto. Quarti di finale di Coppa di Spagna. Quarti di finale di Coppa del Re. - 2015-16 · 4ª in Primera División. Semifinalista play-off scudetto. Quarti di finale di Coppa di Spagna. Finalista di Coppa del Re. - 2016-17 · 6ª in Primera División. Quarti di finale play-off scudetto. Quarti di finale di Coppa di Spagna. Ottavi di finale di Coppa del Re. - 2017-18 · 6ª in Primera División. Quarti di finale play-off scudetto. Semifinalista di Coppa di Spagna. Ottavi di finale di Coppa del Re. - 2018-19 · 5ª in Primera División. Semifinalista play-off scudetto. Quarti di finale di Coppa di Spagna. Quarti di finale di Coppa del Re. - 2019-20 · 5ª in Primera División. Semifinalista play-off scudetto. Quarti di finale di Coppa di Spagna. 2º turno di Coppa del Re. - 2020-21 · 2ª in Primera División. Semifinalista play-off scudetto. Quarti di finale di Coppa di Spagna. Ottavi di finale di Coppa del Re. - 2021-22 · 3ª in Primera División. Finalista play-off scudetto. Quarti di finale di Coppa di Spagna. 3º turno di Coppa del Re. Finalista di Supercoppa di Spagna. - 2022-23 · 1ª in Primera División. Semifinalista play-off scudetto. Quarti di finale di Coppa di Spagna. Semifinalista di Coppa del Re. Campione d'Europa (1º titolo). - 2023-24 · 6ª in Primera División. Quarti di finale play-off scudetto. Semifinalista di Coppa di Spagna. Quarti di finale di Coppa del Re. Semifinalista di Supercoppa di Spagna. Campione d'Europa (2º titolo). Vince la Coppa Intercontinentale (1º titolo). - 2024-25 · in Primera División. Semifinalista play-off scudetto. in Coppa del Re. Campione d'Europa (3º titolo). Vince la Coppa Intercontinentale (2º titolo). |

## Allenatori e presidenti

### Allenatori
- 1998-2005 ·  ?
- 2005-2012 ·  Pato
- 2012-2014 ·  Tomás de Dios
- 2014-2017 ·  Juanito
- 2017- ·  Antonio Vadillo

### Presidenti
- 1998-2021 ·  Miquel Jaume
- 2021- ·  Tomeu Quetglas

## Giocatori

### Vincitori di titoli

#### Campioni del Mondo
- Nicolás Sarmiento (Colombia 2016)
- Neguinho (Uzbekistan 2024)

#### Campioni d'Africa
- Hamza Maimón (Marocco 2020)

## Palmarès

### Competizioni nazionali
- División de Plata: 2

2007-2008 (Girone Nord), 2009-2010 (Girone Sud)

### Competizioni regionali
- Primera Nacional A: 1

1999-2000 (Girone ?)
- Primera Nacional B: 1

1998-1999 (Girone ?)
- Coppa di Primera Nacional B: 1

1998-1999

### Competizioni internazionali
- UEFA Futsal Champions League: 3

2022-2023, 2023-2024, 2024-2025
- Coppa Intercontinentale: 2

2023, 2024

### Altri piazzamenti
- Campionato spagnolo

Finalista: 2021-2022
- Coppa di Spagna

Semifinalista: 2017-2018
- Coppa del Re

Finalista: 2015-2016
- Supercoppa di Spagna

Finalista: 2021

## Statistiche e record

### Partecipazione ai campionati
| Livello | Categoria                            | Partecipazioni | Debutto   | Ultima stagione | Totale |
| ------- | ------------------------------------ | -------------- | --------- | --------------- | ------ |
| 1°      | División de Honor / Primera División | 14             | 2008-2009 | 2022-2023       | 14     |
| 2°      | División de Plata                    | 9              | 2000-2001 | 2009-2010       | 9      |
| 3°      | Primera Nacional A                   | 1              | 1999-2000 | 1999-2000       | 1      |
| 4°      | Primera Nacional B                   | 1              | 1998-1999 | 1998-1999       | 1      |

## Organico

### Prima squadra
| N° | Naz.                                    | Ruolo | Sportivo          | Anno       |  |  |
| -- | --------------------------------------- | ----- | ----------------- | ---------- |  |  |
| 1  | Spagna (bandiera)                       | POR   | Carlos Barrón     | 01.10.1987 |  |  |
| 2  | Brasile (bandiera) · Georgia (bandiera) | LAT   | Chaguinha         | 27.07.1988 |  |  |
| 3  | Brasile (bandiera) · Armenia (bandiera) | POR   | Luan Muller       | 17.03.1993 |  |  |
| 7  | Brasile (bandiera)                      | PIV   | Diego Mancuso     | 01.06.1988 |  |  |
| 8  | Spagna (bandiera)                       | LAT   | Eloy Rojas        | 27.11.1994 |  |  |
| 10 | Brasile (bandiera)                      | DIF   | Marlon Araújo     | 28.12.1987 |  |  |
| 11 | Spagna (bandiera)                       | LAT   | Mario Rivillos    | 13.12.1989 |  |  |
| 13 | Iran (bandiera)                         | LAT   | Moslem Oladghobad | 29.11.1995 |  |  |
| 14 | Brasile (bandiera)                      | DIF   | Tomaz Braga       | 13.09.1990 |  |  |
| 15 | Iran (bandiera)                         | PIV   | Hossein Tayebi    | 29.09.1988 |  |  |
| 17 | Brasile (bandiera)                      | LAT   | Cléber            | 06.01.1997 |  |  |
| 20 | Spagna (bandiera)                       | PIV   | Dani Saldise      | 08.07.1995 |  |  |
| 28 | Brasile (bandiera)                      | LAT   | Fabinho           | 28.11.2001 |  |  |
| 33 | Brasile (bandiera) · Italia (bandiera)  | LAT   | Cainan De Matos   | 27.01.1990 |  |  |
| 39 | Spagna (bandiera)                       | PIV   | Jesús Gordillo    | 08.02.2001 |  |  |

### Under 19
| N° | Naz.              | Ruolo | Sportivo    | Anno       |  |  |
| -- | ----------------- | ----- | ----------- | ---------- |  |  |
| 12 | Spagna (bandiera) | POR   | Chechu      | 30.11.2001 |  |  |
| 22 | Spagna (bandiera) | DIF   | Marc Andreu | 09.02.2001 |  |  |
| 27 | Spagna (bandiera) | LAT   | Carlos      | 20.09.2001 |  |  |
| 30 | Spagna (bandiera) | PIV   | Nil Tent    | 19.01.2005 |  |  |
| 31 | Spagna (bandiera) | POR   | Jaume Bauzà | 31.08.2003 |  |  |

### Staff tecnico
- Antonio Vadillo - Allenatore
- Joan Llompart - Preparatore atletico
- María de la Pau Sbert - Fisioterapista
- Martín López - Dirigente